# میتسورو اوگاتا
میتسورو اوگاتا (انگلیسی: Mitsuru Ogata; ۲۴ مارس ۱۹۶۱ – ) صداپیشگی در ژاپن اهل ژاپن بود. وی از سال ۱۹۸۹ میلادی تاکنون مشغول فعالیت بوده‌است.